# Bertula saigonensis
Bertula saigonensis är en fjärilsart som beskrevs av Lemée 1950. Bertula saigonensis ingår i släktet Bertula och familjen nattflyn. Inga underarter finns listade i Catalogue of Life.